# Frienstein
Der Frienstein, auch als Vorderes Raubschloss bezeichnet, ist ein etwa 130 m hoher Fels in der Sächsischen Schweiz. Er liegt am Nordabhang des Großen Winterbergs in den Affensteinen und gehört zur Gemarkung Ostrau. Auf dem Felsen befand sich einst eine Burgwarte der Herrschaft Wildenstein. Heute ist der Frienstein ein beliebter Klettergipfel.

## Geschichte
Um 1410 wurde durch die im Besitz der Berken von der Duba befindliche Herrschaft Wildenstein auf dem Frienstein eine Burgwarte als Signalstation eingerichtet. Vom Frienstein aus war damit der Kontakt zu den umliegenden Burgwarten auf dem Winterstein, dem Neuen Wildenstein und dem Alten Wildenstein möglich. 1451 gelangte der Frienstein zusammen mit der gesamten Herrschaft an die Wettiner und damit an das Kurfürstentum Sachsen. In der Folgezeit nisteten sich dennoch Raubritter auf dem Frienstein ein, noch 1479 gestand einer ihrer Helfer, dass item beym Freynstein ist eyn loch ..., do man die gefangen eynfurt zu peynigen. Auf der ersten kartographischen Gesamtaufnahme Sachsens im Jahr 1592 durch Matthias Oeder wird der Fels als Freystein vermerkt.
In der heutigen Kletterroute Alter Weg finden sich noch in den Fels geschlagene Falze und Stufen, über die einst der Aufstieg führte. Auch auf der Gipfelfläche finden sich Spuren der Burgwarte in Form von Falzen zur Verankerung einer hölzernen Wachstube. 
An der Ostseite befindet sich am Felsfuß die auch als Friensteinhöhle bezeichnete Idagrotte, eine große Kluft- und Schichtfugenhöhle, die heute ein beliebtes Ausflugsziel darstellt. Sie kann nur über ein schmales Felsband erreicht werden. In der Höhle sind ebenfalls Spuren der mittelalterlichen Nutzung als Wohnraum zu sehen. Sie wird im Sächsischen Höhlenkataster unter der Nr. 5051 SH-04 geführt.
Die Idagrotte ist aufgrund ihrer Größe und der leichten Erreichbarkeit ein beliebtes Ziel für Boofer, dabei kam es in den letzten Jahren immer wieder zu Unfällen mit schweren Verletzungen oder Tod durch Abstürze alkoholisierter Teilnehmer. Vor diesem Hintergrund ist das Übernachten in der Idagrotte mit Androhung empfindlicher Strafen durch die Nationalparkverwaltung verboten.

## Klettergipfel
Der Frienstein ist ein beliebter Klettergipfel im Klettergebiet Sächsische Schweiz, für Wanderer und Spaziergänger ist das Gipfelplateau nicht erreichbar. Bereits 1873 erfolgte die erste sportliche Begehung des schon davor mit künstlichen Hilfsmitteln bestiegenen Felsens. Die heute als Alter Weg bezeichnete Route hat den Schwierigkeitsgrad III. Inzwischen finden sich am Frienstein Wege mit Kletterschwierigkeiten bis zum Schwierigkeitsgrad XIb. Klettergeschichte wurde an der Königshangel geschrieben, an der in der Sächsischen Schweiz erstmals der Schwierigkeitsgrad IX erreicht wurde. Im Jahr 1965 gelang die erfolgreiche Erstbegehung Fritz Eske, nach mehreren erfolglosen Anläufen anderer namhafter Kletterer.

## Galerie

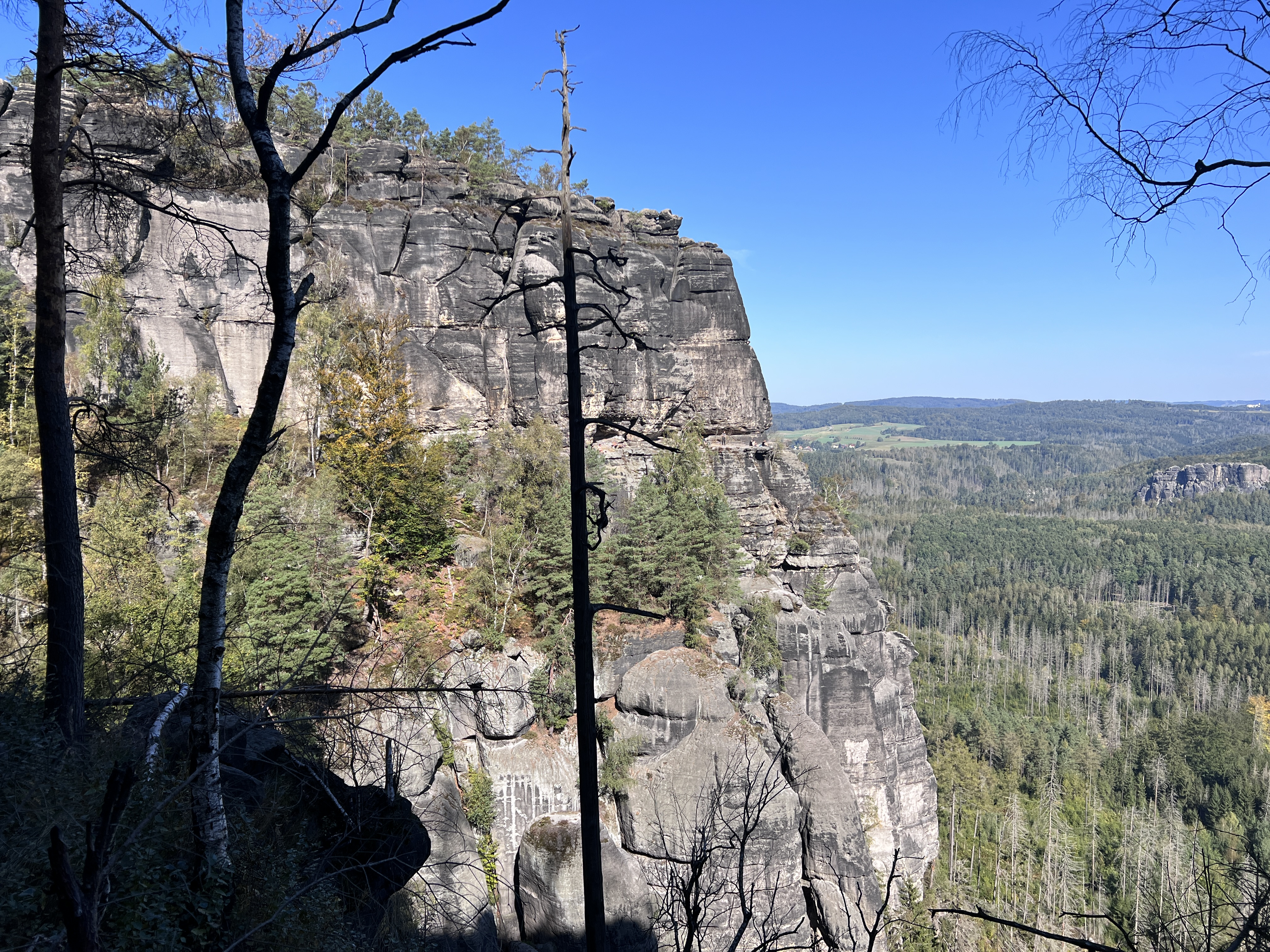
Ansicht von Osten
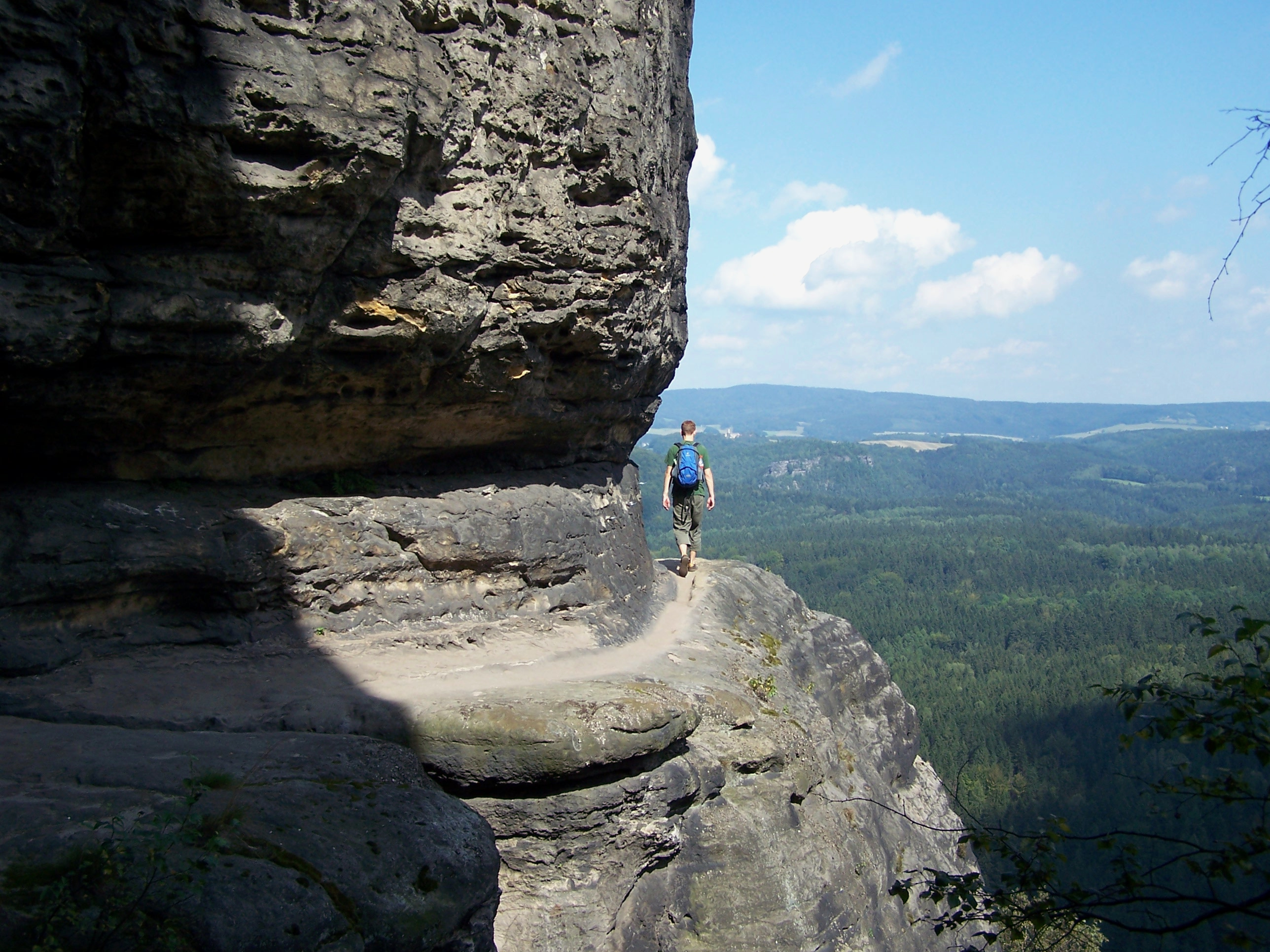
Weg um den Frienstein zur Idagrotte
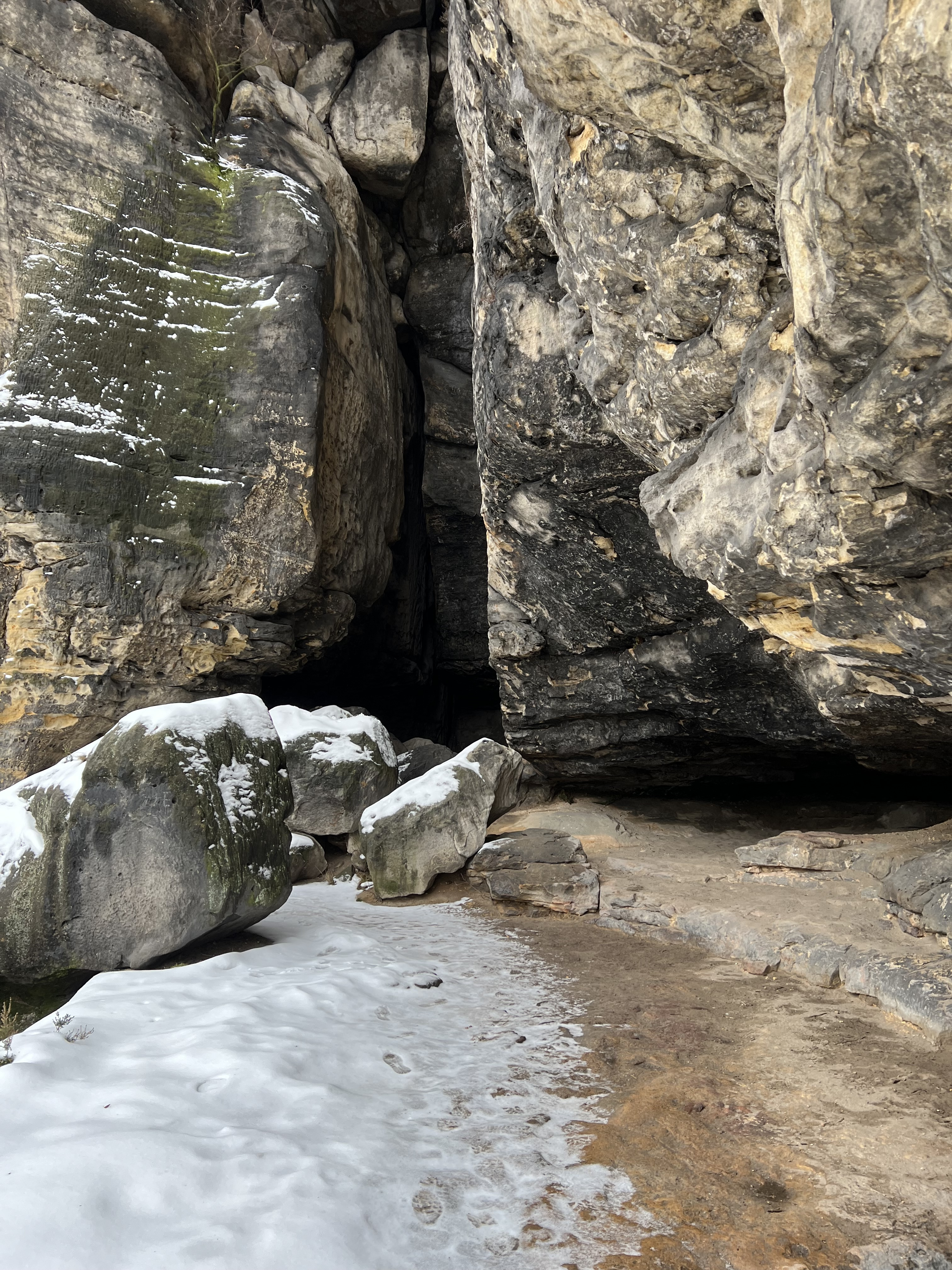
Idagrotte
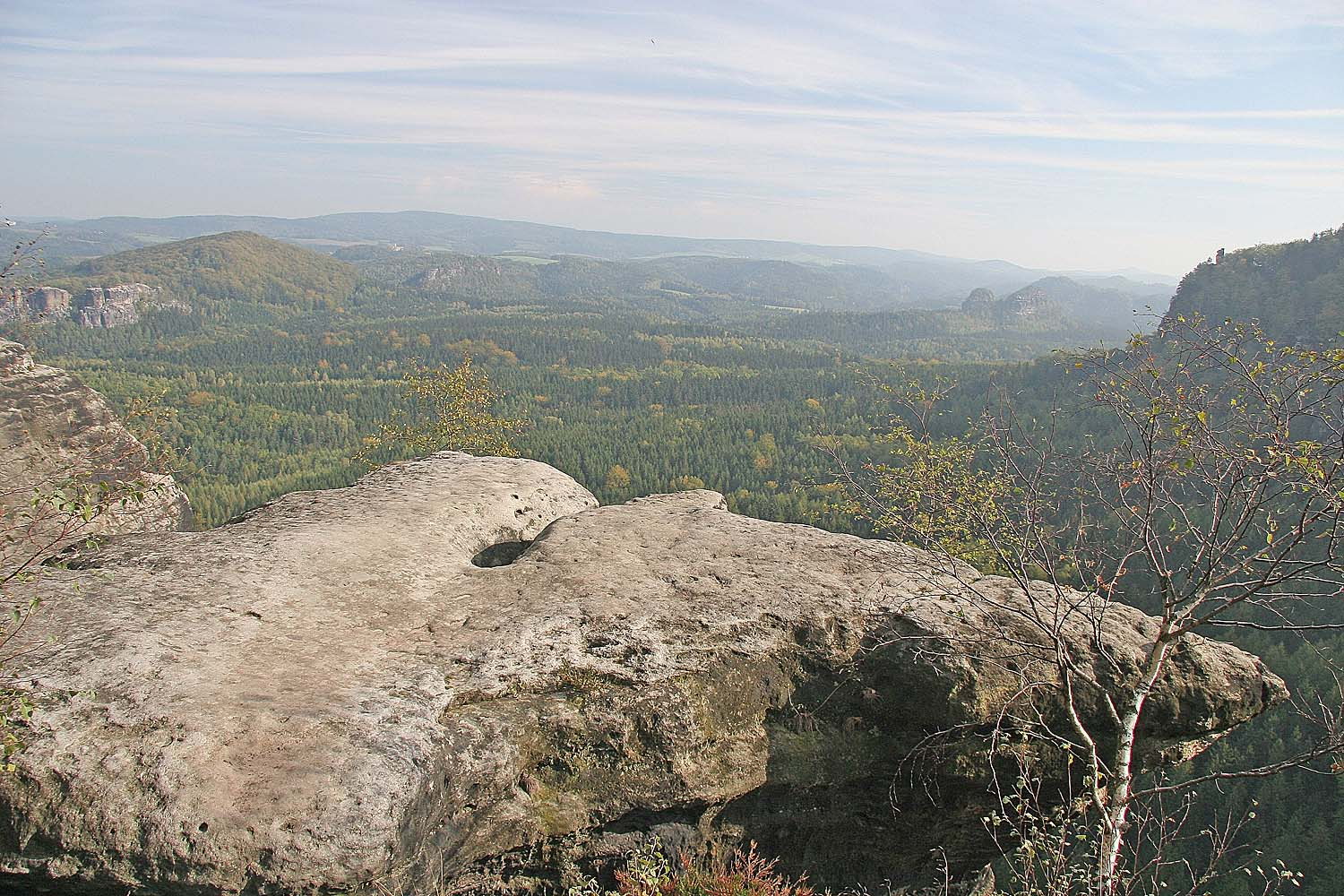
Blick von der Idagrotte
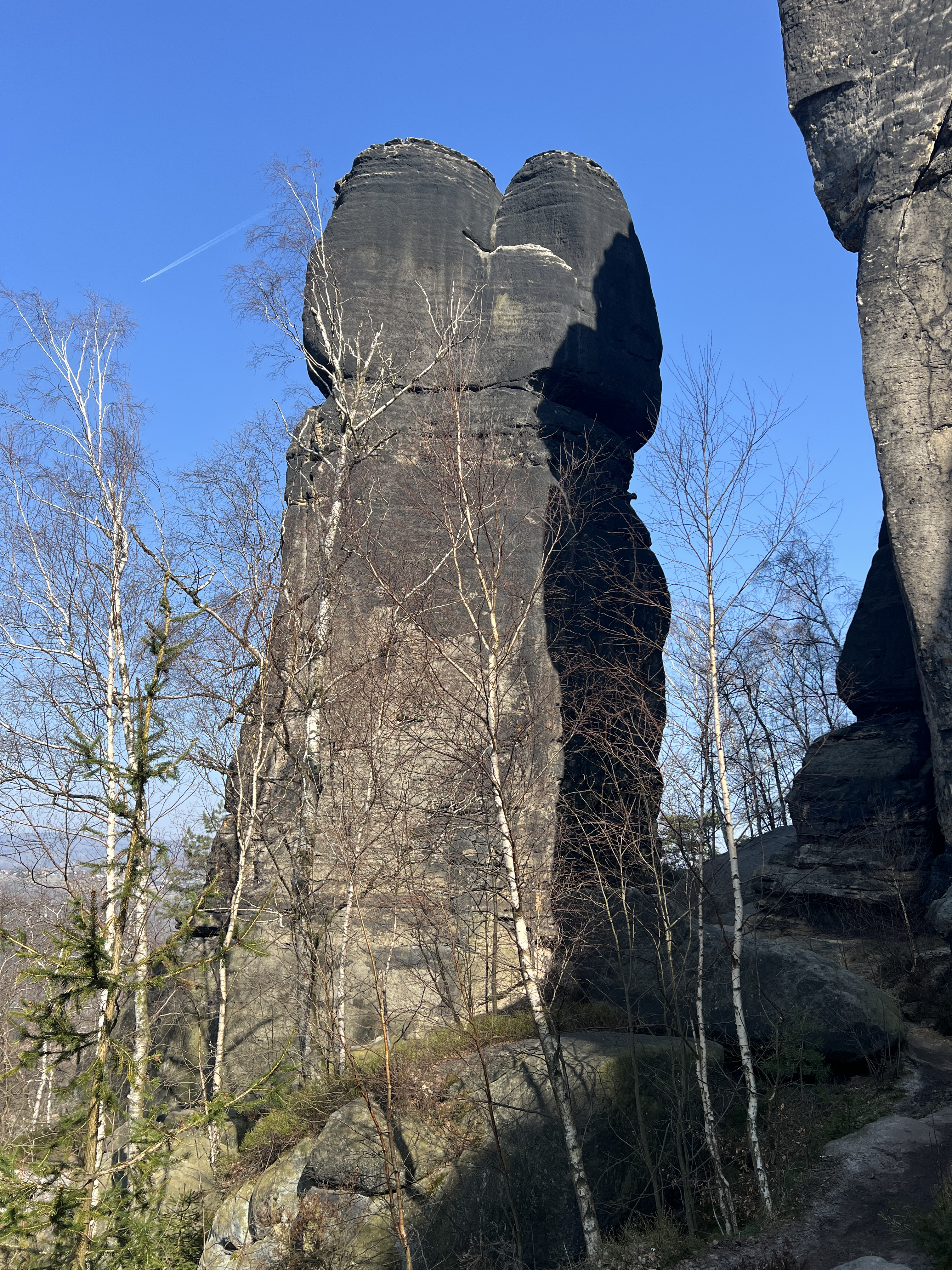
Friensteinwächter